# 샤리야

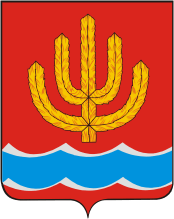
시 문장

샤리야(러시아어: Шарья́)는 러시아 코스트로마주 남동부에 위치한 도시로, 인구는 27,062명(2002년 기준)이다. 베틀루가강 좌안과 접하며 코스트로마(코스트로마 주의 주도)에서 북동쪽으로 330km 정도 떨어진 곳에 위치한다. 1906년에 신설되었고 1938년 시로 승격되었다.